# Klokoč zpeřený
Klokoč zpeřený (Staphylea pinnata) je dřevina z čeledi klokočovitých. Je původní v Evropě a Přední Asii, kde jeho areál sahá až po Kavkaz. Pěstuje se jako dekorativní keř nebo strom s ozdobnými květy nebo pro semena používaná k dekoraci a výrobě růženců.

## Popis
Klokoč zpeřený dorůstá výšky 3 až 5 m. Kvete v květnu a červnu, květy jsou drobné, zvonkovité, narůžovělé, v malých, převislých hroznech. Jsou příjemně vonné a dosti hojně navštěvované včelami. Listy jsou lichozpeřené, s vejčitými lístky, opadavé. Plod je nafouklá blanitá tobolka s tvrdými hnědými semeny.

## Výskyt v Česku
V ČR je původní v teplých oblastech, především na jižní Moravě. Je dřevinou polostinnou a vápnomilnou, preferující čerstvě vlhké půdy. Roztroušeně až vzácně vyrůstá v dubohabřinách, vápnomilných bučinách a suťových lesích, a to v jejich keřovém patře i v lesních pláštích, též v přiléhajících křovinách. V české flóře je ohroženým taxonem (kategorie C3), zákonem chráněn však není.

## Pěstování
Při pěstování preferuje slunečné polohy, propustné půdy; snáší ale i sucho a polostín. Množí se semeny (často klíčí až druhým rokem), nebo hřížením. V 21. století narůstá jeho obliba, je vysazován i v městské zástavbě a pražských parcích.

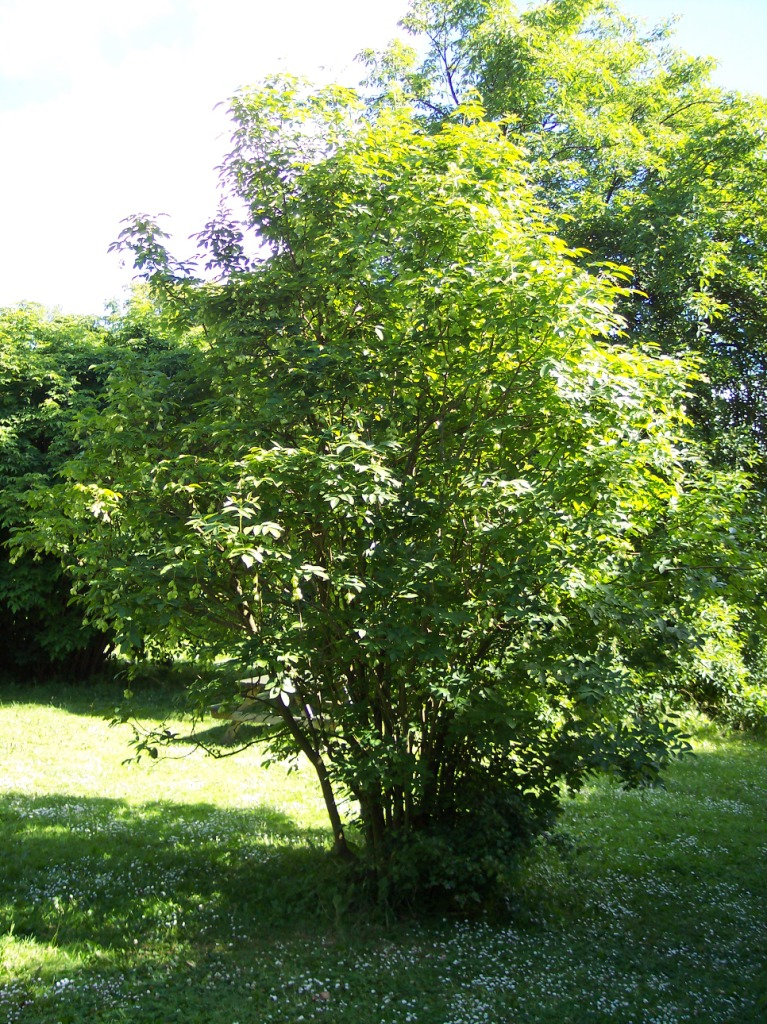
Klokoč zpeřený
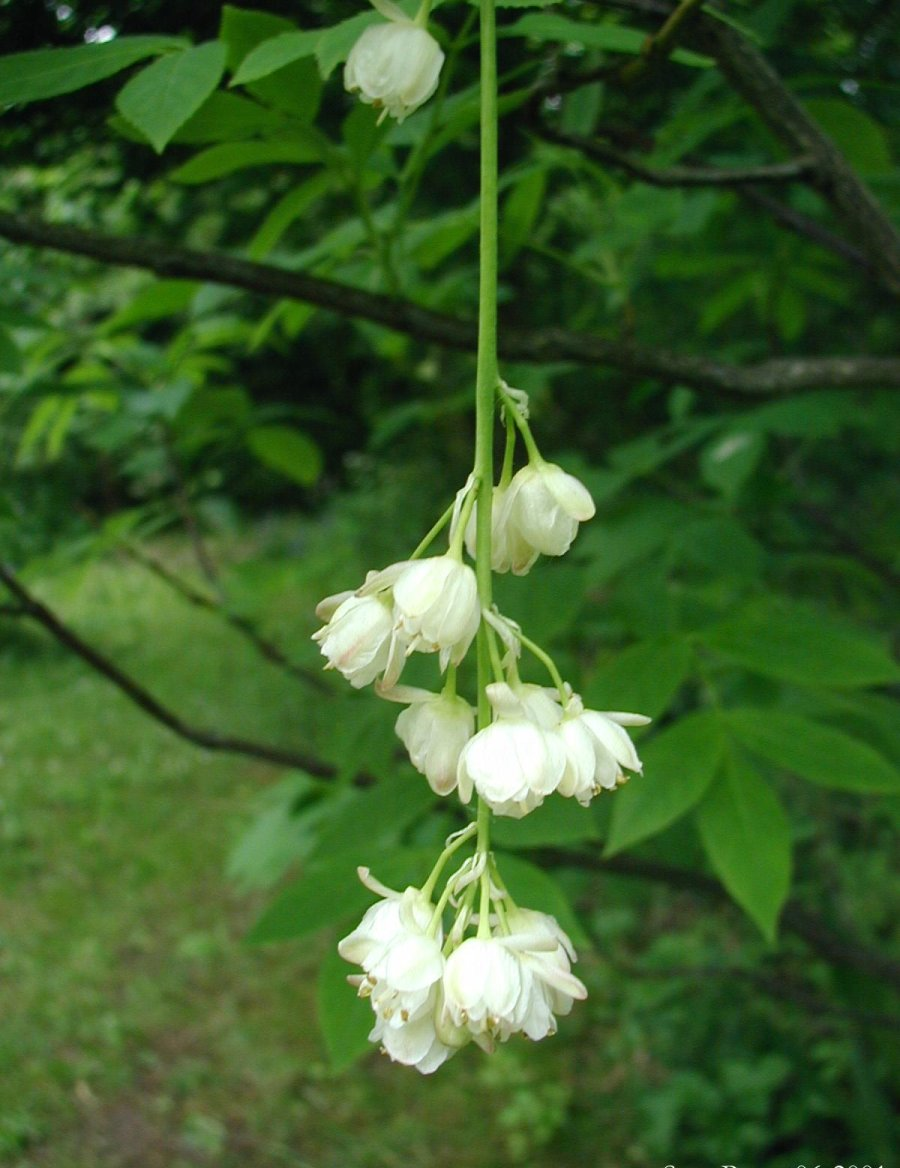
Květenství
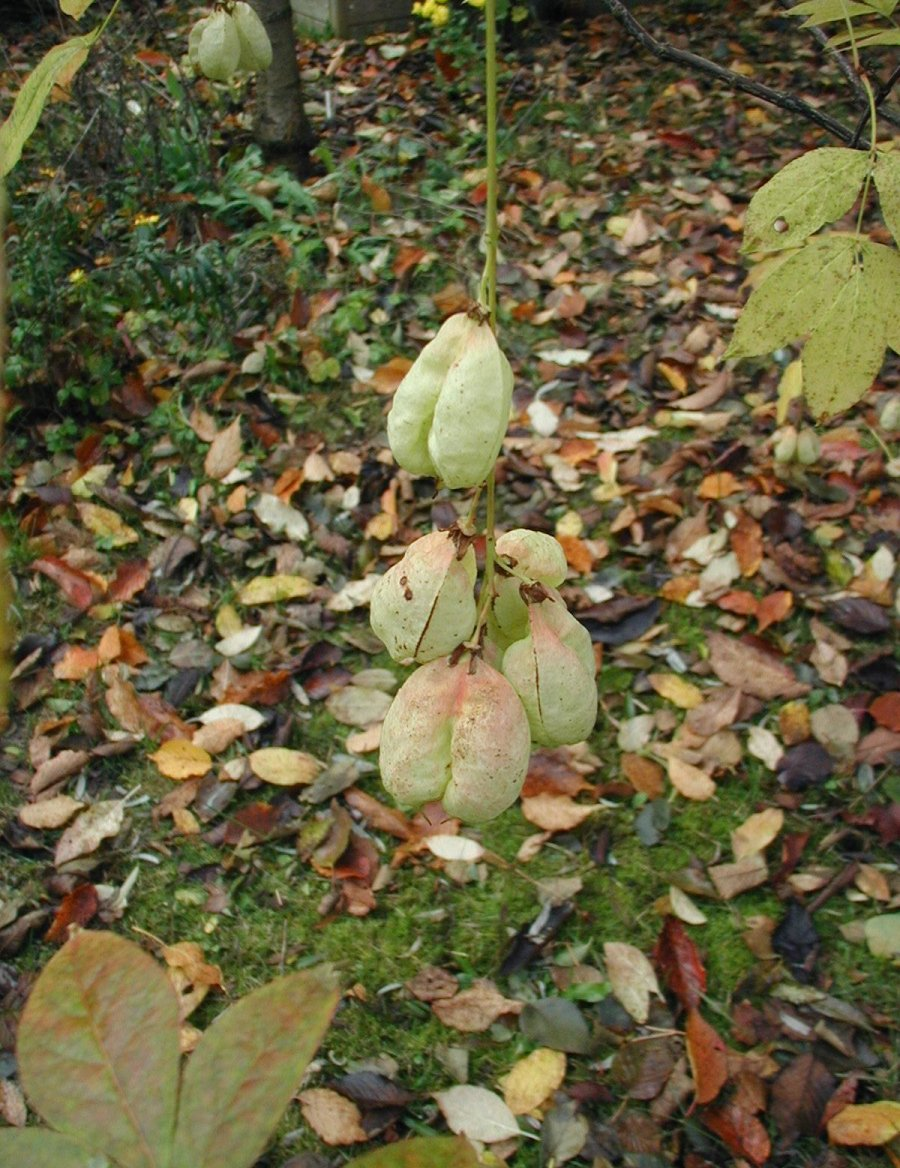
Plody